# Joseph Gonzales
Joseph Gonzales (Béni Saf, 19 febbraio 1907 – Aubagne, 26 giugno 1984) è stato un allenatore di calcio e calciatore francese, di ruolo difensore.

## Carriera

### Club
Giocò a lungo nell'Olympique Marsiglia, con cui vinse il Campionato Francese nel 1937 e la Coppa di Francia nel 1938 e nel 1943.

### Nazionale
Ha partecipato ai Mondiali del 1934.

## Palmarès

### Giocatore

#### Competizioni nazionali
- Campionato francese: 1

Olympique Marsiglia: 1936-1937
- Coppa di Francia: 2

Olympique Marsiglia: 1937-1938, 1942-1943